# Ксеркс II
Ксеркс II (др.-перс. [Хашāйāршā] «царь героев; герой среди царей») — персидский царь из династии Ахеменидов, правивший в 424 году до н. э.

## Биография
Ксеркс II — довольно загадочная историческая фигура, известная прежде всего из записей Ктесия, источника, с исторической точки зрения, весьма сомнительного. Согласно Ктесию, он был сыном Артаксеркса I и царицы Дамаспии (которая также неизвестна из других источников) и являлся единственным законным наследником престола. После смерти родителей, которая якобы произошла в один день, он стал царём. Но ему удалось продержаться на троне всего 45 дней, после чего он был убит в своей спальне, когда он отдыхал там пьяным, после разгула, в результате заговора дворцовой знати. Заговор возглавил его единокровный брат Секудиан, который сам стал царём. В числе заговорщиков Ктесий называет евнуха Фарнака и азабарита (поверенного в делах царя) Меностана.
Помимо Ктесия, о Ксерксе II кратко упоминает также Диодор Сицилийский: «В Азии умер царь Ксеркс, после одного года правления, или, как пишут некоторые, через 2 месяца. На престол вступил его брат Согдиан».
На современных ему исторических памятниках имя Ксеркса II не упоминается. Из вавилонских клинописных табличек, происходящих из Ниппура, создаётся впечатление, что Дарий II наследовал престол немедленно после смерти Артаксеркса I. Последняя известная нам табличка от правления Артаксеркса I датирована 24 декабря 424 года до н. э., а первая от правления Дария II — 13 февраля 423 года до н. э. Указанный промежуток времени является слишком коротким, чтобы в нём разместить правление двух царей — Ксеркса II (минимум 45 дней) и Секудиана (6 месяцев и 15 дней). Предположить, что в Ниппуре в течение нескольких месяцев не знали о смерти царя Артаксеркса I и продолжали датировать документы временем уже умершего царя, также не представляется возможным, ибо ещё Геродот отмечал огромную скорость доставки в Персидском царстве правительственных депеш. Единственно разумным объяснением сложившейся ситуации может предстать мнение, что в державе Ахеменидов правили одновременно три царя: Ксеркс II в центре державы, Персии, Дарий в Гиркании (где он был до этого сатрапом), Мидии, Вавилонии и Египте (сатрап, которого, Аршама, его поддерживал), и Секудиан, вероятно, в Эламе.
| Ахемениды                    |                                                   |                    |
| Предшественник: Артаксеркс I | персидский царь ок. 424 до н. э. (правил 45 дней) | Преемник: Секудиан |
| Предшественник: Артаксеркс I | фараон Египта ок. 424 до н. э.                    | Преемник: Секудиан |